# Wahlkreis Cardiff West (House of Commons)
 Cardiff West (walisisch Gorllewin Caerdydd) ist ein Wahlkreis, der im Unterhaus des britischen Parlaments seit 2001 durch Kevin Brennan (Labour Party) vertreten wird.

## Geschichte
Cardiff West  ist seit vielen Jahren eine  Labour-Hochburg. Der Wahlkreis wurde 33 Jahr lang von George Thomas vertreten. Thomas wurde 1976 Speaker des Unterhauses und 1979 für dieses Amt wiedergewählt. Nur einmal gelang in der ganzen Zeit den Konservativen eine Unterbrechung der Labour-Vorherrschaft und zwar 1983, als im Zuge ihres landesweiten Erdrutsch-Sieges  Stefan Terlezki für den Wahlkreis ins Unterhaus einzog.
Labour gelang es, bei der nächsten regulären Unterhauswahl von 1987, den Wahlkreis zurückzuerobern. Rhodri Morgan wurde Unterhaus-Abgeordneter. Nachdem eine eigene Regionalverwaltung für Wales eingerichtet worden war. das  damalige Welsh Assembly Government. trat Morgan 2001 als Abgeordneter im Unterhaus zurück. Er wurde Vorsitzender der Welsh Labour Party und First Minister for Wales. Kevin Brennan wurde Nachfolger von Morgan als Unterhaus-Abgeordneter. Er hält das Mandat bis heute.

## Geografie des Wahlkreises
Der Wahlkreis umfasste zu verschiedenen Zeiten folgende Gebiete:
1950–1974: Die County Borough of Cardiff wards of Canton. Ely. Grangetown. Llandaff. und Riverside.
1974–1983: Die County Borough of Cardiff wards of Canton. Ely. Llandaff. Plasmawr. und Riverside.
1983–2010: Die City of Cardiff wards of Caerau. Canton. Ely. Fairwater. Llandaff. Radyr and St Fagans. und Riverside.
2010–heute: Die Cardiff electoral divisions of Caerau. Canton. Creigiau and St Fagans. Ely. Fairwater. Llandaff. Pentyrch. Radyr. und Riverside.
Der Wahlkreis Cardiff West befindet sich vollständig innerhalb der Grenzen der City of Cardiff; er deckt das nordwestliche Viertel des Borough ab und liegt somit an den Grenzen der Boroughs  Rhondda Cynon Taf und Vale of Glamorgan.
Die Wohngebiete innerhalb des Wahlkreises umfassen auch Riverside. Pontcanna. St Fagans und Ely. Es gibt im Norden  einige Gebiete, in denen die  Konservativen gewählt wiurden wie Creigiau and St Fagans, Pentyrch and Radyr, aber der Großteil des Wahlkreises näher am Stadtzentrum wie Caerau. Canton. Ely and Riverside ist fest in Labour-Hand.

## Die bisherigen Abgeordneten
| Wahl | Wahl | Kandidat        | Partei       |
| ---- | ---- | --------------- | ------------ |
|      | 1950 | George Thomas   | Labour       |
|      | 1976 | George Thomas   | Speaker      |
|      | 1983 | Stefan Terlezki | Conservative |
|      | 1987 | Rhodri Morgan   | Labour       |
|      | 2001 | Kevin Brennan   | Labour       |

## Wahlergebnisse

### Wahlen in den 2010er Jahren
| Partei          | Partei              | Kandidat            | Stimmen | %    | ±%   |
| --------------- | ------------------- | ------------------- | ------- | ---- | ---- |
|                 | Labour              | Kevin Brennan       | 23.908  | 51,8 | -4,9 |
|                 | Konservative        | Carolyn Webster     | 12.922  | 28,0 | −1,8 |
|                 | Plaid Cymru         | Boyd Clack          | 3.864   | 8,4  | −1,1 |
|                 | Liberaldemokraten   | Callum Littlemore   | 2.731   | 5,9  | +3,3 |
|                 | Brexit Party        | Nick Mullins        | 1.619   | 3,5  | N/A  |
|                 | Grüne               | David Griffin       | 1.133   | 2,5  | N/A  |
| ungültig        | ungültig            | ungültig            | 144     |      |      |
| Mehrheit        | Mehrheit            | Mehrheit            | 10.986  | 23,8 | −3,1 |
| Wahlbeteiligung | Wahlbeteiligung     | Wahlbeteiligung     | 46.177  | 67,4 | −2,4 |
| Wahlberechtigte | Wahlberechtigte     | Wahlberechtigte     | 68.508  |      |      |
|                 | von Labour gehalten | von Labour gehalten | Swing   | −1,6 |      |

| Partei          | Partei              | Kandidat            | Stimmen | %    | ±     |
| --------------- | ------------------- | ------------------- | ------- | ---- | ----- |
|                 | Labour              | Kevin Brennan       | 26.425  | 56,7 | +16.0 |
|                 | Konservative        | Matt Smith          | 13.874  | 29,8 | +4,6  |
|                 | Plaid Cymru         | Michael Deem        | 4.418   | 9,5  | −4,4  |
|                 | Liberaldemocraten   | Alex Meredith       | 1.214   | 2,6  | −2,1  |
|                 | UKIP                | Richard Lewis       | 698     | 1,5  | −9,7  |
| Mehrheit        | Mehrheit            | Mehrheit            | 12.551  | 26,9 | +11,4 |
| Wahlbeteiligung | Wahlbeteiligung     | Wahlbeteiligung     | 46.629  | 69,8 | +4,2  |
|                 | von Labour gehalten | von Labour gehalten | Swing   | +5,7 |       |

| Partei          | Partei              | Kandidat            | Stimmen | %    | ±     |
| --------------- | ------------------- | ------------------- | ------- | ---- | ----- |
|                 | Labour              | Kevin Brennan       | 17.803  | 40,7 | −0,6  |
|                 | Konservative        | James Taghdissian   | 11.014  | 25,2 | −4,5  |
|                 | Plaid Cymru         | Neil McEvoy         | 6.096   | 13,9 | +6,9  |
|                 | UKIP                | Brian Morris        | 4.923   | 11,2 | +8,5  |
|                 | Liberaldemokraten   | Cadan ap Tomos      | 2.069   | 4,7  | −12,8 |
|                 | Grüne               | Ken Barker          | 1.704   | 3,9  | +2,1  |
|                 | TUSC                | Helen Jones         | 183     | 0,4  | N/A   |
| Mehrheit        | Mehrheit            | Mehrheit            | 6.789   | 15,5 | +3,9  |
| Wahlbeteiligung | Wahlbeteiligung     | Wahlbeteiligung     | 43.792  | 65,6 | +0,4  |
|                 | von Labour gehalten | von Labour gehalten | Swing   | +1,9 |       |

| Partei          | Partei              | Kandidat            | Stimmen | %    | ±     |
| --------------- | ------------------- | ------------------- | ------- | ---- | ----- |
|                 | Labour              | Kevin Brennan       | 16.893  | 41,2 | −3,6  |
|                 | Konservative        | Angela Jones-Evans  | 12.143  | 29,6 | +7,0  |
|                 | Liberaldemokraten   | Rachael Hitchinson  | 7.186   | 17,5 | +0,5  |
|                 | Plaid Cymru         | Mohammed Islam      | 2.868   | 7,0  | −5,9  |
|                 | UKIP                | Michael Hennessey   | 1.117   | 2,7  | +0,6  |
|                 | Grüne               | Jake Griffiths      | 750     | 1,8  | N/A   |
| Mehrheit        | Mehrheit            | Mehrheit            | 4.750   | 11,6 | −12,0 |
| Wahlbeteiligung | Wahlbeteiligung     | Wahlbeteiligung     | 40.957  | 65,2 | +7,0  |
|                 | von Labour gehalten | von Labour gehalten | Swing   | −5,3 |       |